# 瑪莉灌林站 (大環線)
瑪莉灌林站（羅馬化：Marina Roshcha）是莫斯科地鐵大環線的一個車站，2023年啟用。